# اوبانک دا کامارا
اوبانک دا کامارا (به پرتغالی: Ewbank da Câmara) یک منطقهٔ مسکونی در برزیل است که در میناز ژرایس واقع شده‌است. اوبانک دا کامارا ۱۰۳٫۸۳۴ کیلومتر مربع مساحت و ۳٬۹۲۳ نفر جمعیت دارد و ۷۸۳ متر بالاتر از سطح دریا واقع شده‌است.